# Marie-Noëlle Ada Meyo
Marie-Noelle Ada Meyo (Provincia di Ngounié, 1990) è una modella gabonese, prima delegata del Gabon a partecipare al concorso di bellezza internazionale Miss Universo.
Marie-Noelle Ada è stata eletta Miss Gabon all'età di ventuno anni il 29 dicembre 2011 presso "City of Democracy" a Libreville, dove la modella ha partecipato in rappresentanza della provincia di Ngounié. La modella ha ottenuto la corona del concorso, piazzandosi davanti a Divouvi Channa e Nyangue Cherolle Boubeya, rispettivamente seconda e terza classificata. La modella ha vinto un assegno di due milioni di franchi CFA, una borsa di studio negli Stati Uniti o in Canada con un valore di 50 milioni di franchi, uno stipendio mensile per 1 anno, un pezzo di terra coltivabile ed una macchina di lusso.
Marie-Noelle Ada rappresenterà la propria nazione a Miss Universo 2012. Si tratta della prima volta che il Gabon prende parte al concorso di bellezza Miss Universo. Ha inoltre preso parte a Miss Mondo 2012.